# Gaston Maspero

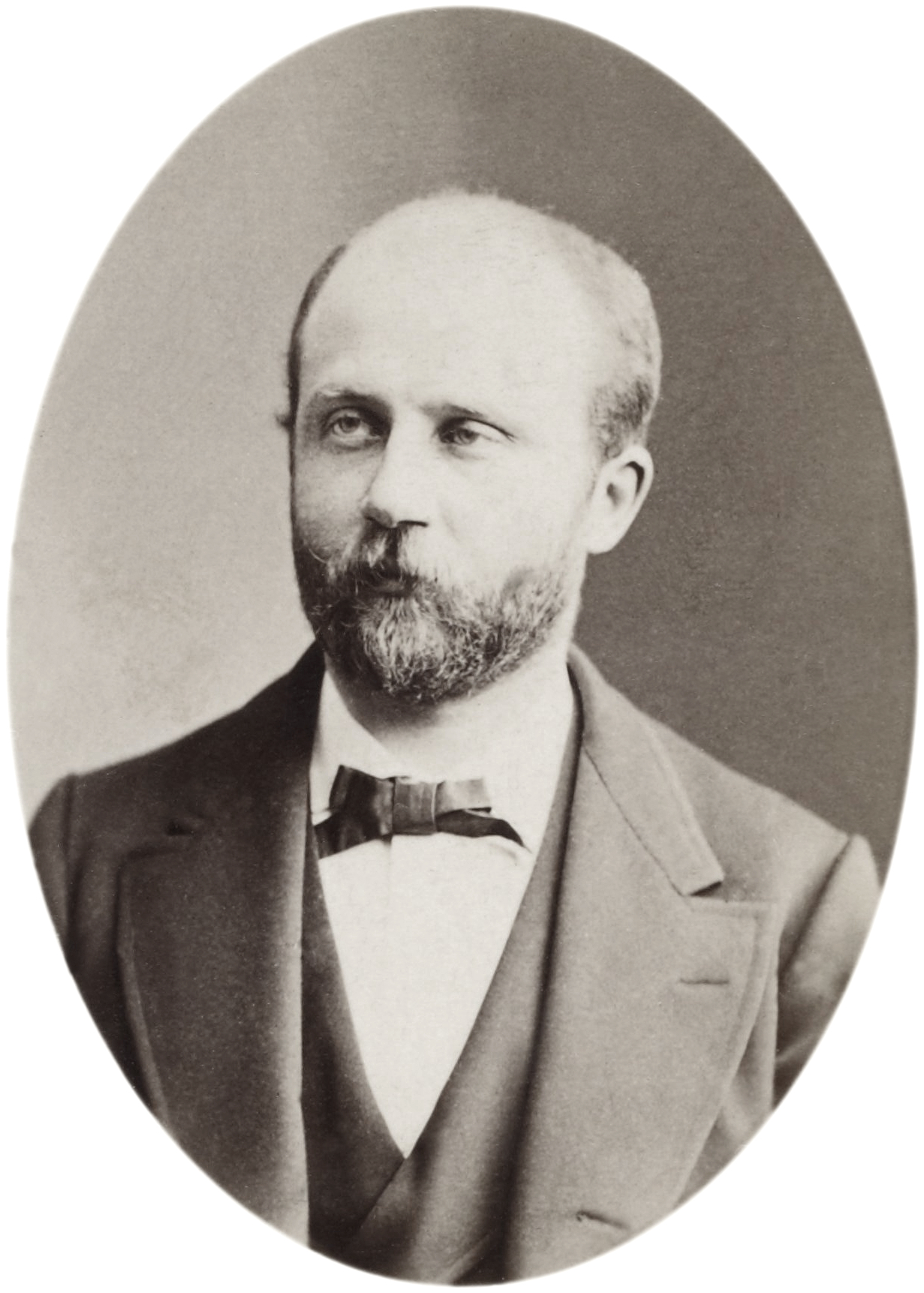
Gaston Maspero
(1883), Émile Reutlinger

Gaston Maspero (Parijs, 23 juni 1846 – aldaar, 30 juni 1916) was een Frans archeoloog. Hij was een van de belangrijkste egyptologen ter wereld.
Hij werd geboren als zoon van een Lombardijnse immigrant. Door zijn ontmoetingen met Auguste Mariette werd hij geïntroduceerd in de wereld van het Oude Egypte. Hij raakte er snel in gespecialiseerd en werd in 1874 benoemd aan het Collège de France.
In 1880 vertrok hij naar Egypte voor archeologische opgravingen. Het volgend jaar stierf Mariette echter en Maspero werd zijn opvolger als directeur van de Egyptische Oudheidkundige Dienst. In hetzelfde jaar (1881) werden de koninklijke mummies ontdekt in graf DB320 door Emile Brugsch die Maspero toen net verving. Maspero zou de verdere werkzaamheden leiden en enkele mummies van farao's uitpakken. Ook zette hij de politiek van Mariette voort en bracht hij vele objecten over naar het Egyptisch Museum in Caïro om ze daar te beschermen tegen plunderaars. Tevens was hij de eerste die de piramideteksten publiceerde. Maspero bracht Howard Carter en Lord Carnarvon samen, wat leidde tot de ontdekking van het graf van Toetanchamon.
- Bibsys: 90077325
- Biblioteca Nacional de España: XX950530
- Bibliothèque nationale de France: cb11914963d (data)
- Catàleg d'autoritats de noms i títols de Catalunya: 981058520285706706
- CiNii: DA05187940
- Gemeinsame Normdatei: 119318792
- International Standard Name Identifier: 0000 0001 1577 3186
- Library of Congress Control Number: n50044115
- Nationale Bibliotheek van Letland: 000297586
- Base Léonore: LH//1775/32
- Nationale Bibliotheek van Tsjechië: ola364313
- Nationale bibliotheek van Australië: 35332957
- Nationale Bibliotheek van Israël: 987007265160205171
- Nationale Bibliotheek van Polen: a0000001176551
- Nationale en Universitaire bibliotheek Zagreb: 000070613
- Nederlandse Thesaurus van Auteursnamen: 069193452
- Réseau des bibliothèques de Suisse occidentale: 02-A003570160
- Istituto Centrale per il Catalogo Unico: RAVV029503
- LIBRIS: 266370
- SNAC: w6d8111j
- Système universitaire de documentation: 027014967
- Trove: 915104
- Virtual International Authority File: 89234658
- WorldCat: E39PBJwhxTT6477gxJQFg4v8md